# Dollfustrema californiae
Dollfustrema californiae är en plattmaskart. Dollfustrema californiae ingår i släktet Dollfustrema och familjen Bucephalidae. Inga underarter finns listade i Catalogue of Life.